# Pilotrichum bipinnatum
Pilotrichum bipinnatum är en bladmossart som beskrevs av Bridel 1819 [1818. Pilotrichum bipinnatum ingår i släktet Pilotrichum och familjen Daltoniaceae. Inga underarter finns listade i Catalogue of Life.